# Agri Sogn
Agri Sogn er et sogn i Syddjurs Provsti (Århus Stift).
I 1800-tallet var Egens Sogn anneks til Agri Sogn. Begge sogne hørte til Mols Herred i Randers Amt. Agri-Egens sognekommune blev ved kommunalreformen i 1970 indlemmet i Ebeltoft Kommune, som ved strukturreformen i 2007 indgik i Syddjurs Kommune.
I Agri Sogn ligger Agri Kirke.
I sognet findes følgende autoriserede stednavne:
- Agri (bebyggelse, ejerlav)
- Basballe (bebyggelse, ejerlav)
- Bavnehøj (areal)
- Femmøller (bebyggelse)
- Grønfeld (bebyggelse, ejerlav)
- Grønfeld Mark (bebyggelse)
- Julingshøje (areal)
- Provstskovbjerg (areal)
- Råbjerg (areal)
- Stabelhøje (areal)
- Strandkær (bebyggelse, ejerlav)
- Strandkær Strand (bebyggelse)
- Vrå (bebyggelse)